# Guilty (альбом Барбры Стрейзанд)
Guilty — двадцать третий студийный альбом Барбры Стрейзанд, вышедший 23 сентября 1980 года на лейбле Columbia Records. Он был и остаётся самым продаваемым альбомом за всю карьеру певицы: на сегодняшний день по всему миру было продано свыше 20 миллионов копий альбома. Это 5-й альбом в карьере Барбры Стрейзанд, достигший #1 в октябре 1980 года. В чарты журнала Billboard альбом попал 11 октября 1980, провёл в нём 49 недель, заняв максимальную позицию под номером 1, которую держал 3 недели подряд. Альбом одновременно стал золотым и платиновым 19 ноября 1980 года. К 9 августа 1989 года стал 5-кратно платиновым.
Наиболее известная композиция, а также и сингл «Woman in Love» возглавляла чарты журнала Billboard, среди синглов, 3 недели подряд.

## История создания альбома
После невероятного успеха поп-группы Bee Gees, с выходом их альбома Spirits Having Flown, братьев Гибб стали часто приглашать принять участие в проектах других артистов и в том числе, писать для них музыку и тексты песен. В этот период Барри Гибб получил предложение от Барбары Стрейзанд написать для неё целый альбом, которое тот с удовольствием принял. В соавторстве с двумя другими братьями, он написал тексты и музыку будущего альбома, а в феврале на студиях Middle Ear в Майями и марте Sound Labs Studio в Лос-Анджелесе 1980 года состоялись сессии её записи.
Стрейзанд отмечала: «Я всегда смотрю на этот альбом как на одну из самых простейших и приносящих удовольствие записей, что я сделала. Барри делал процесс записи таким легким. Наверное, это связано с тем, что он сам артист, и он понимает то, что нужно делать продюсеру другого исполнителя».
Барри Гибб рассказывал: «Я хотел спродюсировать её самый успешный альбом, и я сделал это. Вначале я очень нервничал из-за работы с Барброй. Все мы слышали истории о том, насколько она жесткая, и она большая звезда. Это испугает любого. Я даже не хотел работать с ней из-за этого, но моя жена сказала, что если я откажусь от этой затеи, она разведется со мной! Я даже звонил Нилу Даймонду, чтобы узнать, каково это —- работать с ней. Разговор с ним успокоил меня. И в итоге, работа с Барброй оказалась просто замечательным временем. Ей нравились мои идеи, и она давала мне много свободы, правда Барбра также хотела, чтобы и я прислушивался к её идеям. Она очень приятный человек, истинная леди во всём значении этого слова. И она такой трудоголик! Она работала с семи утра до поздней ночи, а во время перерывов она писала сценарий к Йентл. Но когда в студию привозили еду, мы действительно должны были удерживать её, потому что она всегда хотела есть. Мы держали её подальше от еды, и только так она продолжала петь!».
Гибб записал инструментальные версии песен в студии Bee Gees. Оркестровые партии были добавлены на студии Criteria Studio в Майами. После этого Барри прилетел в Лос-Анджелес для начала работы со Стрейзанд. Барбра до этого всегда записывала музыку с живым оркестром, но для альбома Guilty она сделала исключение. Запись «What Kind of Fool» была достаточно трудоемкой, так как возникла проблема с поиском правильного баланса голосов Стрейзанд и Гибба. Песня была записана трижды —- в феврале, марте и июне 1980 года. Финальная версия песни была записана в июне в студии Media Sound. Две песни Гибба —- «Secrets» и «Carried Away» —- были написаны для этого альбома, но не использованы. Обе были изданы в альбоме Guilty Demos —- специальном релизе Гибба с песнями, которые он написал для Guilty. Первая позже была записана Элейн Пейдж, а вторая — Оливией Ньютон-Джон.
Альбом был номинирован на «Грэмми» в категории Альбом года, песня «Woman in Love» — в категориях Лучшее женское вокальное поп-исполнение, Лучшая запись года и Лучшая песня года. Стрейзанд, однако, получила только одну награду — за песню «Guilty» в категории Лучшее вокальное поп-исполнение дуэтом или группой.
Фотографии для оформления альбома были сняты Марио Касилли. Он рассказывал: «Я не должен был снимать обложку для альбома. У Тони Лейна с Columbia уже была идея для обложки. Он хотел снять Барбру в студии с ангелом на одном плече и дьяволом на другом. Когда я приехал на студию, я просто снял несколько пробным снимков Барри и Барбры в белых блузках. Она посмотрела на фото и сказала, 'Давайте сделаем больше съемок в этом стиле'. Мы снимали фотосессию в течение часа. И это было очень забавно. Я думаю, мы просто попали в нужную волну. И это большое везение».
В 2005 году альбом был переиздан в комплекте с ремастерированной аудиоверсией и DVD в рамках промо-кампании к «сиквелу» Guilty Pleasures.

## Коммерческий успех
Альбом дебютировал в чарте Billboard 200 с 15 места 11 октября 1980 года, достигнув первой позиции 25 октября и оставаясь на вершине три недели. Альбом провел в чарте 49 недель. Он стал платиновым 19 ноября 1980 года, а 9 августе 1989 —- пятикратно платиновым. Пластинка также достигла первых в мест в чартах большинства европейских стран.
Первым синглом альбома в августе 1980 года стала песня «Woman in Love». Песня дебютировала в чарте Billboard Hot 100 с 49 места в начале сентября, а уже через несколько недель достигла вершины чарта, оставаясь на первом месте 3 недели. 7 ноября 1980 года сингл стал золотым, а 19 августа 1997 года —- платиновым. Это её четвёртый сингл, достигший платиновой сертификации. Песня имела огромный успех за пределами США, возглавив чарты большинства европейских стран, в том числе в Великобритании. Согласно журналу Billboard, сингл был продан тиражом более 2,5 миллионов копий к декабрю 1981 года. Сама Стрейзанд позже заявляла, что не любит «Woman in Love», так как не верит в смысл песни. Из-за этого она очень редко исполняет эту песню вживую.
Вторым синглом стала заглавная песня альбома — «Guilty» — в октябре того же года. Песня дебютировала в Hot 100 в начале ноября, достигнув в итоге третьей позиции и оставаясь в чарте 22 недели. В Европе песня, однако, не повторила успеха первого сингла. В январе 1981 года был издан третий сингл —- «What Kind of Fool». Сингл достиг 10 места в Hot 100, таким образом, Guilty стал единственным альбомом Стрейзанд с тремя топ-10 хитами. Заключительным синглом альбома стал «Promises», вышедший в мае 1981 года и достигший 48 места.

## Список композиций
| №  | Название                        | Автор(ы)                         | Длительность |
| -- | ------------------------------- | -------------------------------- | ------------ |
| 1. | «Guilty» (Duet with Barry Gibb) | Барри Гибб Морис Гибб Робин Гибб | 4:23         |
| 2. | «Woman in Love»                 | Барри Гибб Робин Гибб            | 3:49         |
| 3. | «Run Wild»                      | Барри Гибб Робин Гибб            | 4:06         |
| 4. | «Promises»                      | Барри Гибб Робин Гибб            | 4:20         |
| 5. | «The Love Inside»               | Барри Гибб                       | 5:08         |

| №                   | Название                                   | Автор(ы)               | Длительность |
| ------------------- | ------------------------------------------ | ---------------------- | ------------ |
| 6.                  | «What Kind of Fool» (Duet with Barry Gibb) | Барри Гибб Элби Галюте | 4:06         |
| 7.                  | «Life Story»                               | Барри Гибб Робин Гибб  | 4:38         |
| 8.                  | «Never Give Up»                            | Барри Гибб Элби Галюте | 3:44         |
| 9.                  | «Make It Like a Memory»                    | Барри Гибб Элби Галюте | 7:28         |
| Общая длительность: | Общая длительность:                        | Общая длительность:    | 41:41        |

## Чарты
| Чарт (1980)                              | Высшая позиция |
| ---------------------------------------- | -------------- |
| Australian Albums (Kent Music Report)    | 1              |
| Австрия (Ö3 Austria)                     | 1              |
| Канада (RPM Top Albums/CDs)              | 3              |
| Нидерланды (Album Top 100)               | 1              |
| Finnish Albums (Suomen virallinen lista) | 1              |
| French Albums (SNEP)                     | 1              |
| Германия (Offizielle Top 100)            | 4              |
| Italian Albums (Musica e dischi)         | 1              |
| Новая Зеландия (RMNZ)                    | 1              |
| Норвегия (VG-lista)                      | 1              |
| Spain Albums (Promusicae)                | 1              |
| Швеция (Sverigetopplistan)               | 1              |
| Великобритания (UK Albums Chart)         | 1              |
| США (Billboard 200)                      | 1              |
| Чарт (1981)                              | Позиция        |
| Austrian Albums Chart                    | 1              |
| Japanese Albums Chart                    | 9              |
| UK Albums Chart                          | 3              |
| Чарт (1982)                              | Позиция        |
| UK Albums Chart                          | 57             |
| Чарт (1991)                              | Позиция        |
| Dutch Albums Chart                       | 38             |
| Чарт (1992)                              | Позиция        |
| Dutch Albums Chart                       | 26             |
| Чарт (2005)                              | Позиция        |
| Dutch Albums Chart                       | 91             |

| Чарт (1980)                  | Позиция |
| ---------------------------- | ------- |
| Australian Albums Chart      | 22      |
| Великобритания (Gallup Poll) | 9       |
| Канада (RPM Year-End)        | 53      |
| New Zealand Albums (RMNZ)    | 11      |
| US Cash Box                  | 17      |

| Чарт (1981)                        | Позиция |
| ---------------------------------- | ------- |
| Australian Albums Chart            | 28      |
| Austrian Albums Chart              | 8       |
| German Albums (Offizielle Top 100) | 21      |
| Japanese Albums Chart              | 52      |
| New Zealand Albums (RMNZ)          | 43      |
| UK Albums Chart                    | 26      |
| США (Billboard Top Popular Albums) | 12      |
| US Cash Box                        | 15      |

## Сертификации и продажи
| Регион | Сертификация  | Продажи    |
| --- | ------------- | ---------- |
| Австралия (ARIA) | 6× Платиновый | 420 000^   |
| Австрия | —             | 50,000     |
| Бельгия (BEA) | 2× Платиновый | 250,000    |
| Канада (Music Canada) | 5× Платиновый | 500 000^   |
| Финляндия (Musiikkituottajat)                                                                                            | Платиновый    | 57,106     |
| Франция (SNEP) | 2× Платиновый | 600 000*   |
| Германия (BVMI) | Платиновый    | 500 000^   |
| Гонконг (IFPI Hong Kong)                                                                                                 | Платиновый    | 20 000*    |
| Италия (FIMI) | Платиновый    | 400,000    |
| Япония | —             | 138,530    |
| Нидерланды (NVPI) | 3× Платиновый | 300 000^   |
| Новая Зеландия (RMNZ) | Платиновый    | 15 000^    |
| Норвегия (IFPI Norway)                                                                                                   | Платиновый    | 50 000*    |
| Португалия (AFP) | Серебряный    | 10 000^    |
| Швеция (GLF) | Золотой       | 50 000^    |
| Великобритания (BPI) | Платиновый    | 750,000    |
| США (RIAA) | 5× Платиновый | 5 000 000^ |
| Югославия | —             | 11,190     |
| Итого |               |            |
| Мир | —             | 15,000,000 |
| * Данные о продажах приведены только на основе сертификации. ^ Данные о тиражах приведены только на основе сертификации. |               |            |